# Llista de cràters de la Lluna: A-B
Llista de cràters de la Lluna (A-B) amb noms aprovats a la Gazetteer of Planetary Nomenclature mantinguda per la Unió Astronòmica Internacional, on s'inclou el diàmetre del cràter i l'epònim amb el qual es nomena el cràter. Quan una formació de cràters té associats cràters satèl·lit, aquests es detallen a les pàgines principals de la descripció del cràter.
| A · B · C · D · E · F · G · H · I · J · K · L · M · N · O · P · Q · R · S · T · U · V · W · X · Y · Z |

## A
| Cràter            | Coordenades                              | Diàmetre (km) | Epònim | Cràters satèl·lit                                       | Ref.  |
| ----------------- | ---------------------------------------- | ------------- | --- | ------------------------------------------------------- | ----- |
| Abbe              | 57° 35′ S, 174° 46′ E / 57.58°S,174.77°E | 63,98         | Ernst Abbe (1840–1905), astrònom alemany | H K M                                                   | WGPSN |
| Abbot             | 5° 34′ N, 54° 44′ E / 5.56°N,54.74°E     | 10,40         | Charles Greeley Abbot (1872–1973), astrofísic estatunidenc | -                                                       | WGPSN |
| Abel              | 34° 38′ S, 85° 47′ E / 34.63°S,85.78°E   | 137,35        | Niels Henrik Abel (1802–1829), matemàtic noruec | A B C D E J K L M                                       | WGPSN |
| Abenezra          | 20° 59′ S, 11° 53′ E / 20.99°S,11.89°E   | 43,19         | Abraham ibn Ezra (1092–1167), astrònom al-andalusí | A B C D E F G H J P                                     | WGPSN |
| Abetti            | 20° 07′ N, 27° 49′ E / 20.11°N,27.82°E   | 1,60          | Antonio Abetti (1846–1928), astrònom italià Giorgio Abetti (1882–1982), astrònom italià                                                                                       | -                                                       | WGPSN |
| Abul Wáfa         | 0° 58′ N, 116° 38′ E / 0.96°N,116.63°E   | 54,18         | Abul-I-Wáfa (940–998), astrònom persa | A Q                                                     | WGPSN |
| Abulfeda          | 13° 52′ S, 13° 55′ E / 13.87°S,13.91°E   | 62,23         | Ismael Abul-fida (1273–1331), geògraf sirià | A B C D E F G H J K L M N O P Q R S T U W X Y Z BA      | WGPSN |
| Acosta            | 5° 39′ S, 60° 08′ E / 5.65°S,60.14°E     | 13,06         | Cristóvão da Costa (1515–1580), naturalista portuguès | -                                                       | WGPSN |
| Adams             | 31° 53′ S, 68° 23′ E / 31.89°S,68.39°E   | 63,27         | John Couch Adams (1819–1892), matemàtic i astrònom britànic Charles Hitchcock Adams (1868–1951), astrònom estatunidenc Walter Sidney Adams (1876–1956), astrònom estatunidenc | B C D M P                                               | WGPSN |
| Aepinus           | 87° 58′ N, 109° 41′ O / 87.96°N,109.69°O | 16,74         | Franz Aepinus (1724–1802), físic alemany | -                                                       | WGPSN |
| Agatàrquides      | 19° 51′ S, 31° 07′ O / 19.85°S,31.11°O   | 51,98         | Agatàrquides (mort c. 150 aC), geògraf grec | A B C E F G H J K L N O P R S T                         | WGPSN |
| Agrippa           | 4° 06′ N, 10° 28′ E / 4.1°N,10.47°E      | 43,75         | Agrippa (fl. 92), astrònom grec | B D E F G H S                                           | WGPSN |
| Airy              | 18° 08′ S, 5° 37′ E / 18.14°S,5.61°E     | 38,90         | George Biddell Airy (1801–1892), astrònom britànic | A B C D E F G H J L M N O P R S T V X                   | WGPSN |
| Aitken            | 16° 26′ S, 172° 58′ E / 16.44°S,172.96°E | 129,69        | Robert Aitken (1864–1951), astrònom estatunidenc | A C G N Y Z                                             | WGPSN |
| Akis              | 20° 01′ N, 31° 46′ O / 20.01°N,31.76°O   | 2,28          | Antropònim femení grec | -                                                       | WGPSN |
| Alan              | 10° 56′ S, 6° 10′ O / 10.93°S,6.17°O     | 1,44          | Antropònim masculí celta | -                                                       | WGPSN |
| Al-Bakri          | 14° 20′ N, 20° 15′ E / 14.34°N,20.25°E   | 12,21         | Abu Abdullah al-Bakri (1010–1094), geògraf al-andalusí | -                                                       | WGPSN |
| Albategnius       | 11° 14′ S, 4° 01′ E / 11.24°S,4.01°E     | 130,84        | al-Batani (850–929), astrònom àrab | A B C D E G H J K L M N O P S T                         | WGPSN |
| Albert            | 38° 18′ N, 35° 00′ O / 38.3°N,35°O       | 0,10          | Antropònim masculí germànic | -                                                       | WGPSN |
| Al-Biruní         | 18° 04′ N, 92° 37′ E / 18.07°N,92.62°E   | 80,41         | al-Biruní (973–1048), matemàtic persa | C                                                       | WGPSN |
| Alden             | 23° 31′ S, 111° 07′ E / 23.51°S,111.11°E | 111,44        | Harold Lee Alden (1890–1964), astrònom estatunidenc | B C E V                                                 | WGPSN |
| Alder             | 48° 38′ S, 177° 53′ O / 48.63°S,177.88°O | 82,12         | Kurt Alder (1902–1958), químic alemany | E                                                       | WGPSN |
| Aldrin            | 1° 25′ N, 22° 05′ E / 1.41°N,22.09°E     | 2,80          | Buzz Aldrin (nascut 1930), astronauta estatunidenc | -                                                       | WGPSN |
| Alekhin           | 67° 56′ S, 131° 51′ O / 67.94°S,131.85°O | 74,82         | Nikolai Alekhin (1913–1964), enginyer soviètic | E                                                       | WGPSN |
| Alexander         | 40° 15′ N, 13° 41′ E / 40.25°N,13.69°E   | 94,80         | Alexandre el Gran (356–323 aC), rei de Macedònia | A B C K                                                 | WGPSN |
| Alfraganus        | 5° 25′ S, 18° 58′ E / 5.42°S,18.97°E     | 20,52         | Alfraganus (mort c. 840), astrònom persa | A C D E F G H K M                                       | WGPSN |
| Alhazen           | 15° 55′ N, 71° 50′ E / 15.91°N,71.83°E   | 34,65         | Alhazen (987–1038), astrònom àrab | A D                                                     | WGPSN |
| Aliacensis        | 30° 36′ S, 5° 08′ E / 30.6°S,5.13°E      | 79,65         | Pierre d'Ailly (1350–1420), geògraf francès | A B C D E F G H K W X Y Z                               | WGPSN |
| Al-Khwarizmi      | 7° 01′ N, 107° 01′ E / 7.02°N,107.01°E   | 56,25         | al-Khwarizmi (c. 780-850), matemàtic àrab | B G H J K L M T                                         | WGPSN |
| Almanon           | 16° 51′ S, 15° 08′ E / 16.85°S,15.14°E   | 47,76         | Al-Mamun (786–833), califa i astrònom persa | A B C D E F G H K L P Q R                               | WGPSN |
| Al-Marrakushi     | 10° 27′ S, 55° 46′ E / 10.45°S,55.77°E   | 8,57          | Ibn al-Banna al-Marrakushi (fl. c. 1281–1282), astrònom marroquí | -                                                       | WGPSN |
| Aloha             | 29° 47′ N, 53° 53′ O / 29.79°N,53.88°O   | 2,55          | Antropònim hawaiià | -                                                       | WGPSN |
| Alpetragius       | 16° 03′ S, 4° 31′ O / 16.05°S,4.51°O     | 40,02         | Nur-ad-Din al-Bitrují (mort c. 1204), astrònom àrab | B C G H J M N U V W X                                   | WGPSN |
| Alphonsus         | 13° 23′ S, 2° 51′ O / 13.39°S,2.85°O     | 110,54        | Alfons X de Castella (1223–1284), rei de Castella | A B C D H J K L R X Y                                   | WGPSN |
| Alter             | 18° 44′ N, 107° 48′ O / 18.74°N,107.8°O  | 64,73         | Dinsmore Alter (1888–1968), astrònom estatunidenc | K W                                                     | WGPSN |
| Ameghino          | 3° 18′ N, 57° 02′ E / 3.3°N,57.04°E      | 9,20          | Fiorino Ameghino (1854–1911), antropòleg argentí | -                                                       | WGPSN |
| Amici             | 10° 04′ S, 172° 14′ O / 10.06°S,172.23°O | 52,03         | Giovanni Battista Amici (1786–1863), astrònom italià | M N P Q R T U                                           | WGPSN |
| Ammonius          | 8° 31′ S, 0° 50′ O / 8.52°S,0.83°O       | 8,55          | Ammoni Saccas (mort c. 517), filòsof grec | -                                                       | WGPSN |
| Amontons          | 5° 20′ S, 46° 47′ E / 5.34°S,46.78°E     | 2,47          | Guillaume Amontons (1663–1705), físic francès | -                                                       | WGPSN |
| Amundsen          | 84° 26′ S, 83° 04′ E / 84.44°S,83.07°E   | 103,39        | Roald Amundsen (1872–1928), explorador noruec | (A) C                                                   | WGPSN |
| Anaxagoras        | 73° 29′ N, 10° 10′ O / 73.48°N,10.17°O   | 51,90         | Anaxagores (500–428 aC), astrònom grec | A B                                                     | WGPSN |
| Anaximandre       | 66° 58′ N, 51° 26′ O / 66.97°N,51.44°O   | 68,71         | Anaximandre de Milet (c. 610 – 546 aC), astrònom grec | A B D H R S T U                                         | WGPSN |
| Anaxímenes        | 72° 29′ N, 44° 59′ O / 72.49°N,44.98°O   | 81,12         | Anaxímenes de Milet (585–528 aC), astrònom grec | B E G H                                                 | WGPSN |
| Anděl             | 10° 25′ S, 12° 23′ E / 10.41°S,12.38°E   | 32,93         | Karel Anděl (1884–1947), astrònom txec | A C D E F G H J K M N P S T W                           | WGPSN |
| Anders            | 41° 19′ S, 143° 18′ O / 41.31°S,143.3°O  | 41,33         | William A. Anders (nascut 1933), astronauta estatunidenc | D G X                                                   | WGPSN |
| Anders' Earthrise | 11° 44′ S, 100° 28′ E / 11.73°S,100.47°E | 40,15         | Cràter visible en primer pla de la fotografia Earthrise, presa per W. A. Anders el 24 de desembre de 1968 Anteriorment anomenat Pasteur T                                     | -                                                       | WGPSN |
| Anderson          | 15° 30′ N, 170° 47′ E / 15.5°N,170.79°E  | 105,33        | John August Anderson (1876–1959), astrònom estatunidenc | E F L                                                   | WGPSN |
| Andersson         | 49° 57′ S, 95° 28′ O / 49.95°S,95.46°O   | 13,42         | Leif Erland Andersson (1943–1979), astrònom suec | -                                                       | WGPSN |
| Andrónov          | 22° 41′ S, 146° 07′ E / 22.68°S,146.11°E | 16,57         | Aleksandr Aleksandrovich Andrónov (1901–1952), físic soviètic | -                                                       | WGPSN |
| Ango              | 20° 29′ N, 32° 20′ O / 20.48°N,32.34°O   | 0,87          | Antropònim masculí africà | -                                                       | WGPSN |
| Ångström          | 29° 54′ N, 41° 40′ O / 29.9°N,41.67°O    | 9,55          | Anders Jonas Ångström (1814–1874), físic suec | A B                                                     | WGPSN |
| Ann               | 25° 07′ N, 0° 03′ O / 25.11°N,0.05°O     | 2,12          | Antropònim femení hebreu | -                                                       | WGPSN |
| Annegrit          | 29° 26′ N, 25° 38′ O / 29.43°N,25.64°O   | 1,29          | Antropònim femení germànic | -                                                       | WGPSN |
| Ansgarius         | 12° 55′ S, 79° 43′ E / 12.92°S,79.72°E   | 91,42         | Anscari de Bremen (801–864), teòleg alemany | B C M N P                                               | WGPSN |
| Antoniadi         | 69° 18′ S, 173° 04′ O / 69.3°S,173.06°O  | 137,92        | Eugène Antoniadi (1870–1944), astrònom francès d'origen grec | -                                                       | WGPSN |
| Anuchin           | 48° 51′ S, 101° 40′ E / 48.85°S,101.66°E | 62,14         | Dmitry Anuchin (1843–1923), geògraf rus | B L N Q V                                               | WGPSN |
| Anville           | 1° 50′ N, 49° 31′ E / 1.84°N,49.51°E     | 10,26         | Jean-Baptiste Bourguignon d'Anville (1697–1782), cartògraf francès | -                                                       | WGPSN |
| Apianus           | 26° 58′ S, 7° 52′ E / 26.96°S,7.87°E     | 63,44         | Petrus Apianus (1495–1552), astrònom alemany | A B C D E F G H J K L M N P R S T U V W X               | WGPSN |
| Apollo            | 35° 41′ S, 151° 29′ O / 35.69°S,151.48°O | 524,23        | Programa Apollo, el programa espacial estatunidenc que va conduir a l'aterratge lunar                                                                                         | -                                                       | WGPSN |
| Apol·loni         | 4° 31′ N, 60° 58′ E / 4.51°N,60.96°E     | 50,66         | Apol·loni de Perge (s. III aC), matemàtic grec | A B (C) (D) E F (G) H J (K) L M N (P) S (T) U V (W) X Y | WGPSN |
| Appleton          | 37° 03′ N, 158° 10′ E / 37.05°N,158.17°E | 64,59         | Edward Victor Appleton (1892–1965), físic britànic | D M Q R                                                 | WGPSN |
| Arago             | 6° 09′ N, 21° 26′ E / 6.15°N,21.43°E     | 25,51         | François Arago (1786–1853), astrònom francès | B C D E                                                 | WGPSN |
| Aratus            | 23° 35′ N, 4° 31′ E / 23.58°N,4.51°E     | 10,23         | Arat de Solos (c. 315 – 245 aC), astrònom grec | (A) B C D CA                                            | WGPSN |
| Arquímedes        | 29° 43′ N, 3° 59′ O / 29.72°N,3.99°O     | 81,04         | Arquímedes (c. 287 – 212 aC), matemàtic grec | (A) C D E (F) G H (K) L M N P Q R S T U V W X Y Z       | WGPSN |
| Archytas          | 58° 52′ N, 4° 59′ E / 58.87°N,4.99°E     | 31,95         | Arquites de Tàrent (c. 428 – 347 aC), matemàtic grec | B D G K L U W                                           | WGPSN |
| Argelander        | 16° 33′ S, 5° 48′ E / 16.55°S,5.8°E      | 33,72         | Friedrich Argelander (1799–1875), astrònom alemany | A B C D W                                               | WGPSN |
| Ariadaeus         | 4° 33′ N, 17° 17′ E / 4.55°N,17.28°E     | 10,40         | Filip III Arrideu (359 aC – 317 aC), rei de Macedònia | A B D E F                                               | WGPSN |
| Aristarchus       | 23° 44′ N, 47° 29′ O / 23.73°N,47.49°O   | 39,99         | Aristarc de Samos (c. 310 – 230 aC), astrònom grec | (A) B (C) D F H N S T U Z                               | WGPSN |
| Aristillus        | 33° 53′ N, 1° 13′ E / 33.88°N,1.21°E     | 54,37         | Aristillus (fl. c. 280 aC), astrònom grec | A B                                                     | WGPSN |
| Aristòtil         | 50° 14′ N, 17° 19′ E / 50.24°N,17.32°E   | 87,57         | Aristòtil (384–322 aC), filòsof grec | D M N                                                   | WGPSN |
| Armiński          | 16° 22′ S, 154° 13′ E / 16.36°S,154.22°E | 26,76         | Franciszek Armiński (1789–1848), astrònom polonès | D K                                                     | WGPSN |
| Armstrong         | 1° 21′ N, 24° 56′ E / 1.35°N,24.94°E     | 4,21          | Neil Armstrong (1930–2012), astrònom estatunidenc | -                                                       | WGPSN |
| Arnold            | 66° 59′ N, 35° 50′ E / 66.98°N,35.83°E   | 93,13         | Christoph Arnold (1650–1695), astrònom alemany | A E F G H J K L M N                                     | WGPSN |
| Arrhenius         | 55° 35′ S, 91° 27′ O / 55.58°S,91.45°O   | 40,93         | Svante Arrhenius (1859–1927), químic suec | J (P)                                                   | WGPSN |
| Artamonov         | 25° 26′ N, 103° 47′ E / 25.44°N,103.79°E | 62,45         | Nikolaï N. Artamonov (1906–1965), enginyer soviètic | -                                                       | WGPSN |
| Artemʹev          | 10° 24′ N, 145° 13′ O / 10.4°N,145.22°O  | 66,39         | Vladimir A. Artemyev (1885–1962), enginyer soviètic | G L                                                     | WGPSN |
| Àrtemis           | 25° 02′ N, 25° 22′ O / 25.03°N,25.36°O   | 2,28          | Àrtemis, deessa de la mitologia grega | -                                                       | WGPSN |
| Artsimovich       | 27° 37′ N, 36° 38′ O / 27.61°N,36.63°O   | 7,96          | Lev A. Artsimóvitx (1909–1973), físic soviètic | -                                                       | WGPSN |
| Aryabhata         | 6° 12′ N, 35° 10′ E / 6.2°N,35.17°E      | 21,89         | Aryabhata (476 – c. 550), astrónom indi | -                                                       | WGPSN |
| Arzachel          | 18° 16′ S, 1° 56′ O / 18.26°S,1.93°O     | 96,99         | Az-Zarqalí (c. 1028 – 1087), astrònom al-andalusí | A B C D H K L M N T Y                                   | WGPSN |
| Asada             | 7° 15′ N, 49° 54′ E / 7.25°N,49.9°E      | 12,37         | Asada Gōryū (1734–1799), astrònom japonès | -                                                       | WGPSN |
| Asclepi           | 55° 11′ S, 25° 31′ E / 55.19°S,25.52°E   | 40,56         | Giuseppe Asclepi (1706–1776), astrònom italià | A B C D E G H                                           | WGPSN |
| Ashbrook          | 81° 06′ S, 110° 35′ O / 81.1°S,110.58°O  | 157,68        | Joseph Ashbrook (1918–1980), astrònom estatunidenc | -                                                       | WGPSN |
| Aston             | 32° 46′ N, 87° 41′ O / 32.77°N,87.68°O   | 44,48         | Francis William Aston (1877–1945), físic britànic | K L                                                     | WGPSN |
| Atlas             | 46° 44′ N, 44° 23′ E / 46.74°N,44.38°E   | 88,12         | Atles, personatge de la mitologia greca | A D E G L P W X                                         | WGPSN |
| Atwood            | 5° 53′ S, 57° 47′ E / 5.88°S,57.78°E     | 28,64         | George Atwood (1745–1807), físic britànic | -                                                       | WGPSN |
| Autòlic           | 30° 41′ N, 1° 29′ E / 30.68°N,1.49°E     | 38,88         | Autòlic de Pítana (c. 360– c. 290 aC), astrònom grec | A K                                                     | WGPSN |
| Auwers            | 15° 00′ N, 17° 07′ E / 15°N,17.12°E      | 19,64         | Arthur Auwers (1838–1915), astrònom alemany | A                                                       | WGPSN |
| Auzout            | 10° 13′ N, 64° 01′ E / 10.21°N,64.01°E   | 32,92         | Adrien Auzout (1622–1691), astrònom francès | (A) (B) C D E L R U V                                   | WGPSN |
| Avery             | 1° 19′ S, 81° 22′ E / 1.32°S,81.37°E     | 10,73         | Oswald Theodore Avery (1877–1955), metge canadenc | -                                                       | WGPSN |
| Avicenna          | 39° 38′ N, 97° 17′ O / 39.63°N,97.28°O   | 72,99         | Avicenna (980–1037), metge persa | E G R                                                   | WGPSN |
| Avogadro          | 63° 13′ N, 165° 22′ E / 63.21°N,165.36°E | 129,84        | Amedeo Avogadro (1776–1856), físic italià | D                                                       | WGPSN |
| Azophi            | 22° 11′ S, 12° 42′ E / 22.19°S,12.7°E    | 47,54         | Abd Al-Rahman Al Sufi (903–986), astrònom persa | A B C D E F G H J                                       | WGPSN |

## B
| Cràter        | Coordenades                              | Diàmetre (km) | Epònim | Cràters satèl·lit                             | Ref.  |
| ------------- | ---------------------------------------- | ------------- | --- | --------------------------------------------- | ----- |
| Baade         | 44° 45′ S, 82° 02′ O / 44.75°S,82.03°O   | 57,85         | Walter Baade (1893–1960), astrònom estatunidenc                                                                                  | -                                             | WGPSN |
| Babakin       | 20° 49′ S, 123° 16′ E / 20.81°S,123.26°E | 19,15         | Georgij N. Babakin (1914–1971), científic soviètic                                                                               | -                                             | WGPSN |
| Babbage       | 59° 34′ N, 57° 23′ O / 59.56°N,57.38°O   | 146,56        | Charles Babbage (1792–1871), matemàtic britànic                                                                                  | A B C D E U X                                 | WGPSN |
| Babcock       | 4° 08′ N, 94° 08′ E / 4.13°N,94.14°E     | 95,28         | Harold D. Babcock (1882–1968), astrònom estatunidenc                                                                             | H K                                           | WGPSN |
| Back          | 1° 12′ N, 80° 40′ E / 1.2°N,80.67°E      | 34,63         | Ernst Emil Alexander Back (1881–1959), físic alemany                                                                             | -                                             | WGPSN |
| Backlund      | 16° 13′ S, 103° 21′ E / 16.22°S,103.35°E | 75,46         | Oskar Backlund (1846–1916), astrònom rus                                                                                         | E L N P R S                                   | WGPSN |
| Baco          | 51° 02′ S, 19° 06′ E / 51.04°S,19.1°E    | 65,31         | Roger Bacon (c. 1214 – c. 1294), filòsof britànic                                                                                | A B C D E F G H J K L M N O P Q R S T U W Z   | WGPSN |
| Baillaud      | 74° 37′ N, 37° 21′ E / 74.61°N,37.35°E   | 89,44         | Benjamin Baillaud (1848–1934), astrònom francès                                                                                  | A B C D E F                                   | WGPSN |
| Bailly        | 66° 49′ S, 68° 54′ O / 66.82°S,68.9°O    | 300,56        | Jean Sylvain Bailly (1736–1793), astrònom francès                                                                                | A B C D E F G H K L M N O P R T U V Y Z       | WGPSN |
| Baily         | 49° 47′ N, 30° 34′ E / 49.78°N,30.56°E   | 25,68         | Francis Baily (1774–1844), astrònom britànic                                                                                     | A B K                                         | WGPSN |
| Balandin      | 18° 56′ S, 152° 35′ E / 18.94°S,152.58°E | 11,81         | Aleksei A. Balandin (1898–1967), químic rus                                                                                      | -                                             | WGPSN |
| Balboa        | 19° 14′ N, 83° 19′ O / 19.24°N,83.31°O   | 69,19         | Vasco Núñez de Balboa (1475–1519), explorador espanyol                                                                           | A B C D                                       | WGPSN |
| Baldet        | 53° 19′ S, 151° 58′ O / 53.32°S,151.96°O | 55,76         | Fernand Baldet (1885–1964), astrònom francès                                                                                     | J                                             | WGPSN |
| Ball          | 35° 55′ S, 8° 23′ O / 35.92°S,8.39°O     | 40,31         | William Ball (mort 1690), astrònom britànic                                                                                      | A B C D E F G                                 | WGPSN |
| Balmer        | 20° 16′ S, 70° 13′ E / 20.27°S,70.22°E   | 136,30        | Johann Balmer (1825–1898), matemàtic suís                                                                                        | M N P Q R S                                   | WGPSN |
| Banachiewicz  | 5° 17′ N, 80° 01′ E / 5.28°N,80.01°E     | 99,09         | Tadeusz Banachiewicz (1882–1954), matemàtic polonès                                                                              | B C E (F)                                     | WGPSN |
| Bancroft      | 28° 04′ N, 6° 26′ O / 28.07°N,6.43°O     | 12,50         | Wilder Dwight Bancroft (1867–1953), químic estatunidenc                                                                          | -                                             | WGPSN |
| Banting       | 26° 35′ N, 16° 26′ E / 26.58°N,16.43°E   | 5,15          | Frederick Banting (1891–1941), metge canadenc                                                                                    | -                                             | WGPSN |
| Barbier       | 23° 51′ S, 157° 56′ E / 23.85°S,157.93°E | 65,38         | Daniel Barbier (1907–1965), astrònom francès                                                                                     | D F G H J K U V                               | WGPSN |
| Barkla        | 10° 40′ S, 67° 13′ E / 10.67°S,67.22°E   | 40,90         | Charles Glover Barkla (1877–1944), físic britànic                                                                                | -                                             | WGPSN |
| Barnard       | 29° 47′ S, 85° 57′ E / 29.79°S,85.95°E   | 115,73        | Edward Emerson Barnard (1857–1923), astrònom estatunidenc                                                                        | A D                                           | WGPSN |
| Barocius      | 44° 59′ S, 16° 49′ E / 44.98°S,16.81°E   | 82,72         | Francesco Barozzi (1537-1604), matemàtic italià                                                                                  | B C D E F G H J K L M N O R S W EC            | WGPSN |
| Barringer     | 28° 13′ S, 150° 26′ O / 28.22°S,150.43°O | 66,89         | Daniel Barringer (1860–1929), geòleg estatunidenc                                                                                | C (L) (M) Z                                   | WGPSN |
| Barrow        | 71° 17′ N, 7° 35′ E / 71.28°N,7.59°E     | 93,82         | Isaac Barrow (1630–1677), matemàtic britànic                                                                                     | A B C E F G H K M                             | WGPSN |
| Bartels       | 24° 31′ N, 89° 51′ O / 24.51°N,89.85°O   | 54,95         | Julius Bartels (1899–1964), geofísic alemany                                                                                     | A                                             | WGPSN |
| Bawa          | 25° 17′ S, 102° 34′ E / 25.28°S,102.56°E | 1,57          | Antropònim masculí africà | -                                             | WGPSN |
| Bayer         | 51° 37′ S, 35° 08′ O / 51.62°S,35.14°O   | 48,51         | Johann Bayer (1572–1625), astrònom alemany                                                                                       | A B C D E F G H J K L M N P R S T U V W X Y Z | WGPSN |
| Beals         | 37° 07′ N, 86° 35′ E / 37.11°N,86.58°E   | 52,61         | Carlyle Smith Beals (1899–1979), astrònom canadenc                                                                               | -                                             | WGPSN |
| Beaumont      | 18° 05′ S, 28° 49′ E / 18.08°S,28.82°E   | 50,69         | Léonce Élie de Beaumont (1798–1874), geòleg francès                                                                              | A B C D E F G H J K L M N P R                 | WGPSN |
| Becquerel     | 40° 47′ N, 129° 30′ E / 40.79°N,129.5°E  | 62,86         | Henri Becquerel (1852–1908), físic francès                                                                                       | E F W X                                       | WGPSN |
| Bečvář        | 2° 34′ S, 125° 04′ E / 2.57°S,125.07°E   | 66,62         | Antonín Bečvář (1901–1965), astrònom txecoslovac                                                                                 | D E J Q S T X                                 | WGPSN |
| Beer          | 27° 04′ N, 9° 06′ O / 27.07°N,9.1°O      | 9,06          | Wilhelm Beer (1797–1850), astrònom alemany                                                                                       | A B E                                         | WGPSN |
| Behaim        | 16° 37′ S, 79° 25′ E / 16.61°S,79.41°E   | 56,21         | Martin Behaim (1459–1507), cartògraf alemany                                                                                     | B C N S T BA                                  | WGPSN |
| Beijerinck    | 13° 24′ S, 151° 50′ E / 13.4°S,151.84°E  | 76,77         | Martinus Willem Beijerinck (1851–1931), botànic neerlandès                                                                       | C D H J R S U V                               | WGPSN |
| Beketov       | 16° 14′ N, 29° 11′ E / 16.23°N,29.18°E   | 8,30          | Nikolai Béketov (1827–1911), químic rus                                                                                          | -                                             | WGPSN |
| Béla          | 24° 40′ N, 2° 16′ E / 24.67°N,2.27°E     | 10,07         | Antropònim femení eslau | -                                             | WGPSN |
| Belʹkovitx    | 61° 32′ N, 90° 09′ E / 61.53°N,90.15°E   | 215,08        | Igor V. Belʹkovitx (1904–1949), astrònom rus                                                                                     | A B K                                         | WGPSN |
| Bell          | 21° 59′ N, 96° 32′ O / 21.98°N,96.53°O   | 86,33         | Alexander Graham Bell (1847–1922), inventor estatunidenc d'origen escocès                                                        | E J K L N Q T Y                               | WGPSN |
| Bellinsgauzen | 60° 43′ S, 164° 51′ O / 60.72°S,164.85°O | 63,23         | Fabian Gottlieb von Bellingshausen (1778–1852), explorador rus                                                                   | -                                             | WGPSN |
| Bellot        | 12° 29′ S, 48° 11′ E / 12.48°S,48.19°E   | 17,50         | Joseph René Bellot (1826–1853), explorador francès                                                                               | A B                                           | WGPSN |
| Belopolʹskiy  | 17° 15′ S, 128° 14′ O / 17.25°S,128.23°O | 61,90         | Aristarkh Belopolsky (1854–1934), astrònom rus                                                                                   | -                                             | WGPSN |
| Belyaev       | 23° 06′ N, 143° 07′ E / 23.1°N,143.11°E  | 55,90         | Pavel Ivanovich Belyaev (1925–1970), cosmonauta soviètic                                                                         | Q                                             | WGPSN |
| Benedict      | 4° 21′ N, 141° 32′ E / 4.35°N,141.54°E   | 13,83         | Francis Gano Benedict (1870–1957), químic estatunidenc                                                                           | -                                             | WGPSN |
| Bergman       | 6° 58′ N, 137° 29′ E / 6.97°N,137.49°E   | 22,51         | Torbern Olof Bergman (1735–1784), químic i mineralogista suec                                                                    | -                                             | WGPSN |
| Bergstrand    | 18° 43′ S, 176° 26′ E / 18.72°S,176.44°E | 42,98         | Carl Östen Emanuel Bergstrand (1873–1948), astrònom suec                                                                         | G J Q                                         | WGPSN |
| Berkner       | 25° 08′ N, 105° 14′ O / 25.13°N,105.24°O | 87,62         | Lloyd Viel Berkner (1905–1967), geofísic estatunidenc                                                                            | A B Y                                         | WGPSN |
| Berlage       | 63° 02′ S, 163° 37′ O / 63.04°S,163.61°O | 93,75         | Hendrik Petrus Berlage (1896–1968), geofísic neerlandès                                                                          | R                                             | WGPSN |
| Bernoulli     | 34° 56′ N, 60° 37′ E / 34.93°N,60.61°E   | 47,30         | Jacques Bernoulli (1654–1705), matemàtic suís Jean Bernoulli (1667–1748), matemàtic suís                                         | A B C D E K                                   | WGPSN |
| Berosus       | 33° 30′ N, 69° 59′ E / 33.5°N,69.99°E    | 75,24         | Berós (mort c. 250 aC), astrònom babiloni                                                                                        | A F K                                         | WGPSN |
| Berzelius     | 36° 33′ N, 50° 57′ E / 36.55°N,50.95°E   | 48,53         | Jöns Jakob Berzelius (1779–1848), químic suec                                                                                    | A B F K T W                                   | WGPSN |
| Bessarion     | 14° 51′ N, 37° 19′ O / 14.85°N,37.31°O   | 9,84          | Joan Bessarió (1403 – 1472), humanista romà d'Orient                                                                             | A B C D E G H V W                             | WGPSN |
| Bessel        | 21° 44′ N, 17° 55′ E / 21.73°N,17.92°E   | 15,56         | Friedrich Wilhelm Bessel (1784–1846), astrònom alemany                                                                           | (A) D (E) F G H                               | WGPSN |
| Bettinus      | 63° 24′ S, 45° 10′ O / 63.4°S,45.16°O    | 71,78         | Mario Bettinus (1582–1657), astrònom italià                                                                                      | A B C D E F G H                               | WGPSN |
| Bhabha        | 55° 30′ S, 165° 19′ O / 55.5°S,165.31°O  | 70,25         | Homi Jehangir Bhabha (1909–1966), físic indi                                                                                     | -                                             | WGPSN |
| Bianchini     | 48° 47′ N, 34° 22′ O / 48.78°N,34.37°O   | 37,59         | Francesco Bianchini (1662–1729), astrònom italià                                                                                 | D G H M N W                                   | WGPSN |
| Biela         | 54° 59′ S, 51° 38′ E / 54.99°S,51.63°E   | 77,03         | Wilhelm von Biela (1782–1856), astrònom austríac                                                                                 | A B C D E F G H J T U V W Y Z                 | WGPSN |
| Bilharz       | 5° 50′ S, 56° 20′ E / 5.83°S,56.34°E     | 44,55         | Theodore Maximilian Bilharz (1825–1862), zoòleg alemany                                                                          | -                                             | WGPSN |
| Billy         | 13° 50′ S, 50° 14′ O / 13.83°S,50.24°O   | 45,57         | Jacques de Billy (1602–1679), matemàtic francès                                                                                  | A B C D E H K                                 | WGPSN |
| Bingham       | 8° 01′ N, 115° 03′ E / 8.02°N,115.05°E   | 34,99         | Hiram Bingham III (1875–1956), explorador estatunidenc                                                                           | H                                             | WGPSN |
| Biot          | 22° 42′ S, 51° 05′ E / 22.7°S,51.08°E    | 13,01         | Jean-Baptiste Biot (1774–1862), astrònom francès                                                                                 | A B C D E T                                   | WGPSN |
| Birkeland     | 30° 10′ S, 174° 01′ E / 30.17°S,174.01°E | 81,64         | Olaf Kristian Birkeland (1867–1917), físic noruec                                                                                | M                                             | WGPSN |
| Birkhoff      | 58° 27′ N, 145° 39′ O / 58.45°N,145.65°O | 329,81        | George D. Birkhoff (1884–1944), matemàtic estatunidenc                                                                           | K L M Q R X Y Z                               | WGPSN |
| Birmingham    | 65° 07′ N, 10° 42′ O / 65.12°N,10.7°O    | 89,92         | John Birmingham (1816–1884), astrònom irlandès                                                                                   | B G H K                                       | WGPSN |
| Birt          | 22° 22′ S, 8° 35′ O / 22.36°S,8.59°O     | 15,81         | William Radcliffe Birt (1804–1881), selenògraf britànic                                                                          | A B C D E F G H J K L                         | WGPSN |
| Bi Sheng      | 78° 21′ N, 148° 28′ E / 78.35°N,148.46°E | 55,27         | Bi Sheng (990–1051), inventor xinès                                                                                              | -                                             | WGPSN |
| Bjerknes      | 38° 30′ S, 113° 41′ E / 38.5°S,113.69°E  | 48,18         | Vilhelm Frimann Koren Bjerknes (1862–1951), físic noruec                                                                         | A B E                                         | WGPSN |
| Black         | 9° 12′ S, 80° 23′ E / 9.2°S,80.39°E      | 19,46         | Joseph Black (1728–1799), químic francès                                                                                         | -                                             | WGPSN |
| Blackett      | 37° 33′ S, 115° 50′ O / 37.55°S,115.84°O | 145,31        | Patrick Maynard Stuart Blackett (1897–1974), físic britànic                                                                      | N                                             | WGPSN |
| Blagg         | 1° 13′ N, 1° 28′ E / 1.22°N,1.46°E       | 4,97          | Mary Adela Blagg (1858–1944), astrònoma britànica                                                                                | -                                             | WGPSN |
| Blancanus     | 63° 46′ S, 21° 38′ O / 63.77°S,21.63°O   | 105,82        | Giuseppe Biancani (1566–1624), astrònom italià                                                                                   | A C D E F G H K N V W                         | WGPSN |
| Blanchard     | 58° 15′ S, 93° 30′ O / 58.25°S,93.5°O    | 37,46         | Jean-Pierre Blanchard (1753–1809), pioner de l'aviació francès                                                                   | -                                             | WGPSN |
| Blanchinus    | 25° 19′ S, 2° 26′ E / 25.32°S,2.44°E     | 59,90         | Giovanni Bianchini (1410– c 1469), astrònom italià                                                                               | B D K M                                       | WGPSN |
| Blazhko       | 31° 22′ N, 147° 52′ O / 31.37°N,147.86°O | 51,11         | Sergei N. Blazhko (1870–1956), astrònom rus                                                                                      | D F L R                                       | WGPSN |
| Bliss         | 53° 02′ N, 13° 47′ O / 53.04°N,13.78°O   | 22,85         | Nathaniel Bliss (1700–1764), astrònom anglès                                                                                     | -                                             | WGPSN |
| Bobillier     | 19° 38′ N, 15° 26′ E / 19.63°N,15.44°E   | 6,04          | Étienne Bobillier (1798–1840), matemàtic francès                                                                                 | -                                             | WGPSN |
| Bobone        | 26° 42′ N, 132° 07′ O / 26.7°N,132.12°O  | 32,14         | Jorge Bobone (1901–1958), astrònom argentí                                                                                       | -                                             | WGPSN |
| Bode          | 6° 43′ N, 2° 27′ O / 6.71°N,2.45°O       | 17,80         | Johann Elert Bode (1747–1826), astrònom alemany                                                                                  | A B C D E G H K L N                           | WGPSN |
| Boethius      | 5° 34′ N, 72° 20′ E / 5.57°N,72.33°E     | 11,17         | Boethius (c. 480 – 524), filòsof romà                                                                                            | -                                             | WGPSN |
| Boguslawsky   | 72° 54′ S, 43° 16′ E / 72.9°S,43.26°E    | 94,59         | Palm Heinrich Ludwig von Boguslawski (1789–1851), astrònom alemany                                                               | A B C D E F G H J K L M N                     | WGPSN |
| Bohnenberger  | 16° 14′ S, 40° 04′ E / 16.24°S,40.06°E   | 31,74         | Johann Gottlieb Friedrich von Bohnenberger (1765–1831), astrònom alemany                                                         | A C D E F G J N P W                           | WGPSN |
| Bohr          | 12° 43′ N, 86° 31′ O / 12.71°N,86.52°O   | 70,07         | Niels H. D. Bohr (1885–1962), físic danès                                                                                        | -                                             | WGPSN |
| Bok           | 20° 16′ S, 171° 35′ O / 20.26°S,171.58°O | 43,03         | Priscilla Fairfield Bok (1896–1975), astrònoma estatunidenca Bart Jan Bok (1906–1983), astrònom estatunidenc d'origen neerlandès | C                                             | WGPSN |
| Boltzmann     | 74° 49′ S, 90° 25′ O / 74.82°S,90.41°O   | 72,31         | Ludwig E. Boltzmann (1844–1906), físic austríac                                                                                  | -                                             | WGPSN |
| Bolyai        | 33° 51′ S, 126° 07′ E / 33.85°S,126.12°E | 102,22        | János Bolyai (1802–1860), matemàtic hongarès                                                                                     | D K L Q V                                     | WGPSN |
| Bombelli      | 5° 17′ N, 56° 11′ E / 5.28°N,56.19°E     | 9,72          | Rafael Bombelli (1526–1572), matemàtic italià                                                                                    | -                                             | WGPSN |
| Bondarenko    | 17° 14′ S, 136° 53′ E / 17.24°S,136.89°E | 28,26         | Valentin V. Bondarenko (1937–1961), cosmonauta soviètic                                                                          | -                                             | WGPSN |
| Bonpland      | 8° 23′ S, 17° 20′ O / 8.38°S,17.33°O     | 59,25         | Aimé Bonpland (1773–1858), botànic francès                                                                                       | C D (E) F G H J L N P R                       | WGPSN |
| Boole         | 63° 47′ N, 87° 17′ O / 63.79°N,87.29°O   | 61,34         | George Boole (1815–1864), matemàtic britànic                                                                                     | A B C D E F G H R                             | WGPSN |
| Borda         | 25° 12′ S, 46° 31′ E / 25.2°S,46.52°E    | 45,40         | Jean-Charles de Borda (1733–1799), astrònom francès                                                                              | A D E F G H J K L M R                         | WGPSN |
| Borel         | 22° 22′ N, 26° 25′ E / 22.37°N,26.42°E   | 4,66          | Félix Édouard Émile Borel (1871–1956), matemàtic francès                                                                         | -                                             | WGPSN |
| Boris         | 30° 32′ N, 33° 30′ O / 30.53°N,33.5°O    | 1,73          | Antropònim masculí rus | -                                             | WGPSN |
| Borman        | 39° 04′ S, 148° 15′ O / 39.06°S,148.25°O | 50,72         | Frank Borman (nascut 1928), astronauta estatunidenc                                                                              | (A) (L) V (X) (Y) (Z)                         | WGPSN |
| Born          | 6° 03′ S, 66° 50′ E / 6.05°S,66.83°E     | 15,07         | Max Born (1882–1970), físic alemany                                                                                              | -                                             | WGPSN |
| Borya         | 38° 18′ N, 35° 00′ O / 38.3°N,35°O       | 0,40          | Antropònim masculí eslau | -                                             | WGPSN |
| Bosch         | 86° 49′ N, 133° 32′ E / 86.82°N,133.54°E | 19,58         | Carl Bosch (1874–1940), químic alemany                                                                                           | -                                             | WGPSN |
| Boscovich     | 9° 43′ N, 11° 01′ E / 9.71°N,11.01°E     | 41,53         | Ruđer Josip Bošković (1711–1787), físic, astrònom, matemàtic, filòsof i poeta croat                                              | A B C D E F P                                 | WGPSN |
| Bose          | 53° 57′ S, 169° 22′ O / 53.95°S,169.36°O | 92,55         | Jagadish Chandra Bose (1858–1937), botànic indi                                                                                  | A D U                                         | WGPSN |
| Boss          | 45° 45′ N, 88° 41′ E / 45.75°N,88.68°E   | 50,20         | Lewis Boss (1846–1912), astrònom estatunidenc                                                                                    | A B C D F K L M N                             | WGPSN |
| Bouguer       | 52° 19′ N, 35° 49′ O / 52.32°N,35.82°O   | 22,23         | Pierre Bouguer (1698–1758), hidrògraf francès                                                                                    | A B                                           | WGPSN |
| Boussingault  | 70° 13′ S, 53° 44′ E / 70.21°S,53.73°E   | 127,61        | Jean Baptiste Boussingault (1802–1887), químic francès                                                                           | A B C D E F G K N P R S T                     | WGPSN |
| Bowditch      | 24° 58′ S, 103° 04′ E / 24.97°S,103.07°E | 43,04         | Nathaniel Bowditch (1773–1848), matemàtic estatunidenc                                                                           | M N                                           | WGPSN |
| Bowen         | 17° 38′ N, 9° 06′ E / 17.63°N,9.1°E      | 8,09          | Ira Sprague Bowen (1898–1973), astrònom estatunidenc                                                                             | -                                             | WGPSN |
| Boyle         | 53° 17′ S, 177° 53′ E / 53.29°S,177.89°E | 57,13         | Robert Boyle (1627–1691), químic britànic                                                                                        | A Z                                           | WGPSN |
| Brackett      | 17° 50′ N, 23° 32′ E / 17.84°N,23.54°E   | 8,87          | Frederick Sumner Brackett (1896–1988), físic estatunidenc                                                                        | -                                             | WGPSN |
| Bragg         | 42° 20′ N, 103° 26′ O / 42.33°N,103.44°O | 77,21         | William Henry Bragg (1862–1942), físic australià                                                                                 | H M P                                         | WGPSN |
| Brashear      | 73° 32′ S, 171° 34′ O / 73.54°S,171.57°O | 60,16         | John Alfred Brashear (1840–1920), astrònom estatunidenc                                                                          | P                                             | WGPSN |
| Braude        | 81° 49′ S, 158° 53′ E / 81.82°S,158.88°E | 11,28         | Semion Braude (1911–2003), radioastròno rus                                                                                      | -                                             | WGPSN |
| Brayley       | 20° 54′ N, 36° 56′ O / 20.9°N,36.94°O    | 14,17         | Edward William Brayley (1801–1870), geògraf britànic                                                                             | B C D E F G K L S                             | WGPSN |
| Bredikhin     | 17° 15′ N, 158° 22′ O / 17.25°N,158.37°O | 61,68         | Fedor A. Bredikhin (1831–1904), astrònom rus                                                                                     | B                                             | WGPSN |
| Breislak      | 48° 19′ S, 18° 19′ E / 48.31°S,18.31°E   | 48,64         | Scipione Breislak (1748–1826), matemàtic italià                                                                                  | A B C D E F G                                 | WGPSN |
| Brenner       | 39° 05′ S, 39° 07′ E / 39.09°S,39.11°E   | 90,01         | Spiridon Gopčević (Leo Brenner) (1855–1928), astrònom serbi                                                                      | A B C D E F H J K L M N P Q R S               | WGPSN |
| Brewster      | 23° 16′ N, 34° 41′ E / 23.27°N,34.69°E   | 9,83          | David Brewster (1781–1868), òptic escocès                                                                                        | -                                             | WGPSN |
| Brianchon     | 74° 45′ N, 88° 22′ O / 74.75°N,88.36°O   | 137,26        | Charles Julien Brianchon (1783–1864), matemàtic francès                                                                          | A B T                                         | WGPSN |
| Bridgman      | 43° 23′ N, 136° 59′ E / 43.39°N,136.98°E | 81,89         | Percy Williams Bridgman (1882–1961), físic estatunidenc                                                                          | C E F                                         | WGPSN |
| Briggs        | 26° 27′ N, 69° 11′ O / 26.45°N,69.19°O   | 36,75         | Henry Briggs (1561–1630), matemàtic britànic                                                                                     | A B C                                         | WGPSN |
| Brisbane      | 49° 12′ S, 68° 46′ E / 49.2°S,68.76°E    | 44,32         | Thomas Brisbane (1770–1860), astrònom escocés                                                                                    | E H X Y Z                                     | WGPSN |
| Bronk         | 25° 54′ N, 134° 40′ O / 25.9°N,134.67°O  | 66,16         | Detlev Wulf Bronk (1897–1975), neurofísic estatunidenc                                                                           | -                                             | WGPSN |
| Brouwer       | 35° 49′ S, 124° 45′ O / 35.82°S,124.75°O | 119,60        | Dirk Brouwer (1902–1966), astrònom estatunidenc Luitzen Egbertus Jan Brouwer (1881–1968), matemàtic neerlandès                   | C H P                                         | WGPSN |
| Brown         | 46° 32′ S, 17° 59′ O / 46.53°S,17.99°O   | 34,03         | Ernest William Brown (1866–1938), astrònom britànic                                                                              | A B C D E F G K                               | WGPSN |
| Bruce         | 1° 10′ N, 0° 22′ E / 1.16°N,0.37°E       | 6,14          | Catherine Wolfe Bruce (1816–1900), filantropa estatunidenca                                                                      | -                                             | WGPSN |
| Brunner       | 9° 52′ S, 90° 55′ E / 9.86°S,90.91°E     | 50,66         | William Otto Brunner (1878–1958), astrònom suís                                                                                  | L N P                                         | WGPSN |
| Buch          | 38° 54′ S, 17° 41′ E / 38.9°S,17.68°E    | 51,31         | Christian Leopold von Buch (1774–1853), geòleg alemany                                                                           | A B C D E                                     | WGPSN |
| Buffon        | 40° 38′ S, 133° 32′ O / 40.64°S,133.53°O | 105,76        | Georges-Louis Leclerc, Comte de Buffon (1707–1788), naturalista francès                                                          | H K V                                         | WGPSN |
| Buisson       | 1° 28′ S, 112° 57′ E / 1.47°S,112.95°E   | 61,27         | Henri Buisson (1873–1944), astrònom francès                                                                                      | V X Y Z                                       | WGPSN |
| Bullialdus    | 20° 45′ S, 22° 16′ O / 20.75°S,22.26°O   | 60,72         | Ismael Boulliau (1605–1694), astrònom francès                                                                                    | A B E F G H K L R Y                           | WGPSN |
| Bunsen        | 41° 24′ N, 85° 28′ O / 41.4°N,85.46°O    | 55,22         | Robert Bunsen (1811–1899), químic alemany                                                                                        | A B C D                                       | WGPSN |
| Burckhardt    | 31° 07′ N, 56° 23′ E / 31.11°N,56.39°E   | 54,36         | Johann Karl Burckhardt (1773–1825), astrònom alemany                                                                             | A B C E F G                                   | WGPSN |
| Bürg          | 45° 04′ N, 28° 13′ E / 45.07°N,28.21°E   | 41,04         | Johann Tobias Bürg (1766–1834), astrònom austríac                                                                                | A B                                           | WGPSN |
| Burnham       | 13° 55′ S, 7° 15′ E / 13.92°S,7.25°E     | 24,09         | Sherburne Wesley Burnham (1838–1921), astrònom estatunidenc                                                                      | A B F K L M T                                 | WGPSN |
| Büsching      | 38° 02′ S, 19° 58′ E / 38.04°S,19.96°E   | 53,49         | Anton Friedrich Büsching (1724–1793), geògraf alemany                                                                            | A B C D E F G H J K                           | WGPSN |
| Butlerov      | 12° 03′ N, 108° 49′ O / 12.05°N,108.81°O | 38,77         | Aleksandr M. Butlerov (1828–1886), químic rus                                                                                    | -                                             | WGPSN |
| Buys-Ballot   | 20° 52′ N, 174° 49′ E / 20.86°N,174.82°E | 66,38         | C. H. D. Buys Ballot (1817–1890), meteoròleg neerlandès                                                                          | H Q Y Z                                       | WGPSN |
| Byrd          | 85° 26′ N, 10° 04′ E / 85.43°N,10.07°E   | 97,49         | Richard E. Byrd (1888–1957), explorador estatunidenc                                                                             | C D                                           | WGPSN |
| Byrgius       | 24° 44′ S, 65° 23′ O / 24.73°S,65.38°O   | 84,46         | Jost Bürgi (1552–1632), astrònom suís                                                                                            | A B D E H K N P R S T U V W X                 | WGPSN |